# Karl Reidinger
Karl Reidinger (* 7. Juni 1922 in Wiener Neustadt; † 3. Oktober 2014 in Wien)  war von 1973 bis 1987 Polizeipräsident der Bundespolizeidirektion Wien.

## Leben und Wirken

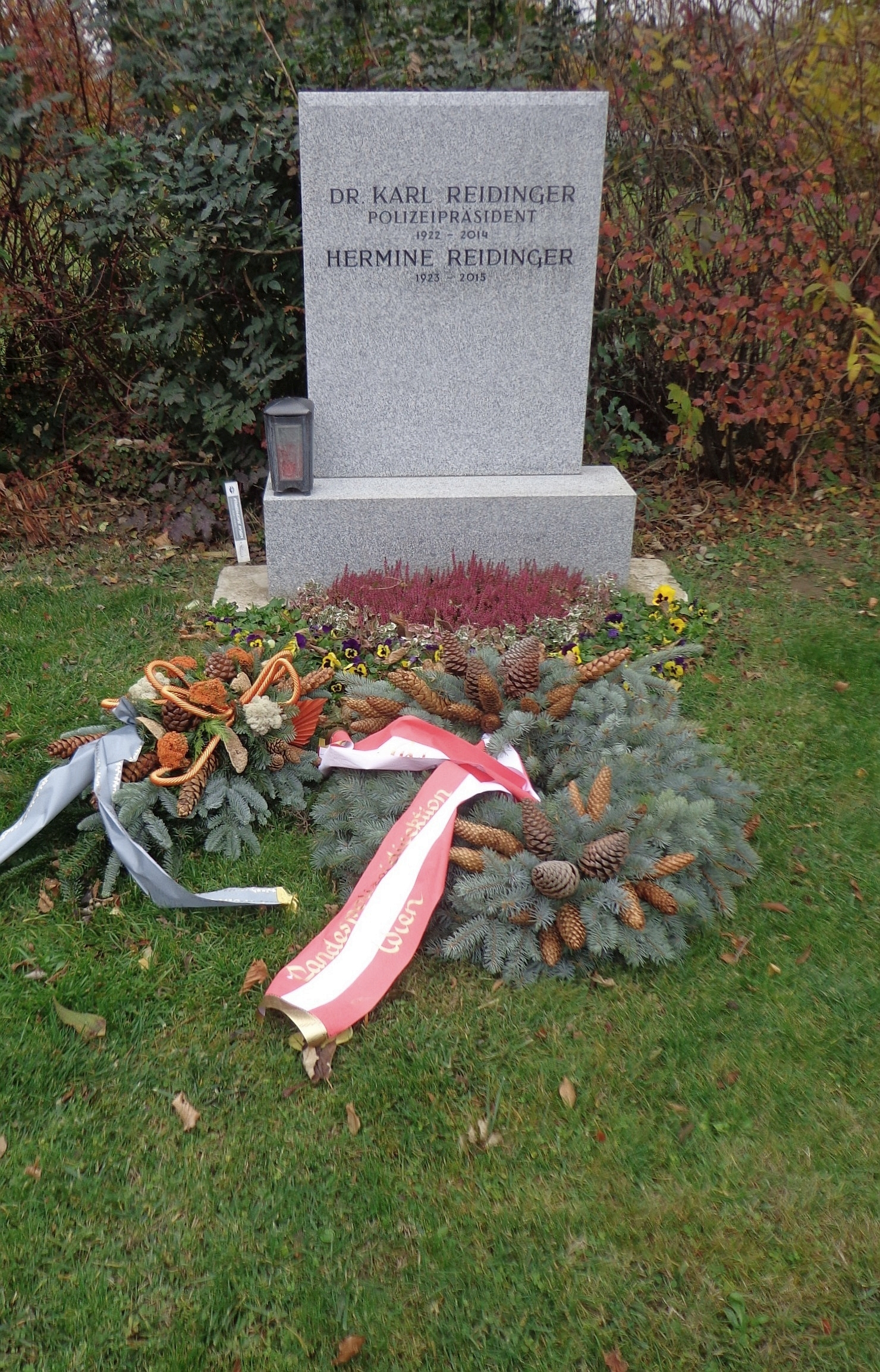
Wiener Zentralfriedhof – Ehrengrab von Karl Reidinger

Reidinger übersiedelte mit seiner Familie 1937 nach Graz, wo er 1940 maturierte. Er absolvierte ein Jurastudium an der Karl-Franzens-Universität in Graz, das er 1948 mit der Promotion abschloss. Er diente seit 1941 bei der deutschen Wehrmacht bei einem Gebirgsjägerregiment in Klagenfurt.
Nach seinem Studienabschluss begann er 1948 seinen Dienst bei der Bundespolizeidirektion Wien und arbeitete als Polizeijurist in verschiedenen dienstlichen Positionen. 1961 wurde er zum Vorstand der staatspolizeilichen Abteilung der Polizeidirektion Wien ernannt.
Im Jahr 1965 wurde er Oberpolizeirat, 1971 Hofrat und Leiter der Wiener Staatspolizei. 1973 erfolgte seine Ernennung zum Wiener Polizeipräsidenten durch den damaligen Innenminister Otto Rösch.
In seine Amtszeit fielen einige Ereignisse, die besondere Anforderungen an die Wiener Polizei stellten: Der arabische  Opec-Überfall 1975, der Einsturz der Reichsbrücke 1976, die Entführung des Industriellen Walter Palmers durch deutsche Terroristen 1977, die Eröffnung der ersten U-Bahn-Neubaustrecke 1978, die Eröffnung der Wiener UNO-City 1979, die Unterzeichnung der SALT-II-Verträge in Wien mit Carter und Breschnew 1979, der politische Mord an Stadtrat Heinz Nittel und der Terroranschlag auf den Stadttempel im Jahr 1981 sowie seit 1984 das jährliche Donauinselfest.
Zu Reidingers Verdiensten zählen u. a. die Einführung eines zur damaligen Zeit neuen EDV-gestützten Fahndungssystems sowie sein Bemühen um einen Dialog z. B. zwischen Demonstranten und Sicherheitskräften bei Demonstrationen oder im Zusammenhang mit Unruhen bei Streiks. Er war außerdem an der Organisation von in Wien stattfindenden Staatsbesuchen beteiligt. Während seiner Amtszeit als Polizeipräsident erhielt Reidinger zahlreiche österreichische und internationale Ehrungen und Auszeichnungen.
Karl Reidinger starb Anfang Oktober 2014 im Alter von 92 Jahren. Er fand seine letzte Ruhestätte in einem Ehrengrab auf dem Wiener Zentralfriedhof, in welchem auch seine Ehefrau Hermine, geb. Skarek (1923–2015), bestattet wurde, mit der er seit 1948 verheiratet gewesen war.

## Ehrungen und Auszeichnungen (Auswahl)
- 1973: Großes Silbernes Ehrenzeichen für Verdienste um das Land Wien
- 1974: Verdienstzeichen des Österreichischen Bundesfeuerwehrverbandes I. Klasse
- 1976: Großes Ehrenzeichen für Verdienste um die Republik Österreich
- 1976: Verleihung von Jordischen Ordensdekreten
- 1980: Verdienstkreuz des Österreichischen Roten Kreuzes und der Goldenen Verdienstmedaille
- 1981: Großkreuz des Malteser-Ritterordens
- 1983: Auszeichnung der Israelischen Kulturgemeinde
- 1986: Goldene Pick-Medaille
- 1987: Kalifornische Ehrenmedaille und zwei Offizierskappen